# Серський-Ляс
Серський-Ляс (пол. Serski Las) — село в Польщі, у гміні Пласька Августівського повіту Підляського воєводства.
Населення — 135 осіб (2011).
У 1975—1998 роках село належало до Сувальського воєводства.

## Демографія
Демографічна структура станом на 31 березня 2011 року:
|          | Загалом | Допрацездатний вік | Працездатний вік | Постпрацездатний вік |
| -------- | ------- | ------------------ | ---------------- | -------------------- |
| Чоловіки | 71      | 10                 | 49               | 12                   |
| Жінки    | 64      | 11                 | 37               | 16                   |
| Разом    | 135     | 21                 | 86               | 28                   |